# Once in a Lifetime (documentaire)
Pour les articles homonymes, voir Once in a Lifetime.
Pour plus de détails, voir Fiche technique et Distribution.
Once in a Lifetimeest un documentaire réalisé par Paul Crowder et John Dower et sorti en 2006. Il relate l'histoire du Cosmos de New York, mythique club de football des années 1970.

## Synopsis
En 1971, Steve Ross, patron de la Warner, vient d'acheter les disques Atlantic et devient un poids lourd de l'industrie de l'entertainment. Mais pour marquer sa puissance et son originalité, Ross investit également dans un club de soccer new yorkais, le Cosmos. Non content de professionnaliser des joueurs plutôt passables, il parvient à faire venir le meilleur joueur du monde, le Brésilien Pelé. C'est le début d'une saga où des paillettes et des soirées mondaines succéderont de sournoises intrigues et de lutte de pouvoir.

## Fiche technique
- Titre : Once in a Lifetime
- Réalisation : Paul Crowder et John Dower
- Scénario : John Dower et Mark Monroe
- Narration : Matt Dillon
- Musique : Ric Markmann
- Photographie : Richard Numeroff
- Montage : Paul Crowder et Andrew Hulme
- Production : John Battsek, Fisher Stevens et Tim Williams
- Société de production : Passion Pictures, Cactus Three, ESPN Original Entertainment et GreeneStreet Films
- Société de distribution : Bac Films (France) et ESPN (États-Unis)
- Pays :  Royaume-Uni et  États-Unis
- Genre : Documentaire
- Durée : 97 minutes
- Sortie : première le 3 mai 2006 lors du Festival du film de TriBeCa. 7 juillet 2006 (États-Unis)

## Intervenants
- Ahmet Ertegün : lui-même
- Nesuhi Ertegün : lui-même (images d'archive)
- Matt Dillon : narrateur (voix)
- Clive Toye : lui-même
- Shep Messing : lui-même
- Giorgio Chinaglia : lui-même
- Peppe Pinton : lui-même
- Werner Roth : lui-même
- Jay Emmett : lui-même
- Phil Woosnam : lui-même
- Raphael de la Sierra : lui-même
- Carlos Alberto : lui-même
- Franz Beckenbauer : lui-même
- Pelé : lui-même (images d'archive)
- Marv Albert : lui-même
- Johan Cruyff : lui-même
- Rose Ganguzza : elle-même
- Mia Hamm : elle-même
- Steve Hunt : lui-même
- Henry Kissinger : lui-même
- Mario Mariani : lui-même
- Rodney Marsh : lui-même
- Steve Ross : lui-même
- Bobby Smith : lui-même
- Dennis Tueart : lui-même

## Bande son
- 4hero - Les Fleur
- Art Jerry Miller - Grab a Handful
- The Commodores - Machine Gun
- Creative Source - Who Is He and What Is He to You?
- David Holmes - Gritty Shaker
- Dinah Washington  - Is You Is or Is You Aint My Baby? (Rae n' Christian mix)
- Donna Summer - I Feel Love
- Fila Brazillia - President Chimp Toe
- Free Association - Sugar Man
- The Jackson Sisters - I Believe in Miracles
- The Jam - Precious
- James Brown - The Boss
- John Miles - Highfly
- Jr. Walker & The All Stars - Nothing But Soul
- Jr. Walker & The All Stars - Right On Brothers and Sisters
- Jr. Walker & The All Stars - Walk in the Night
- KansasCali - U Gotta Fight!
- Kool and the Gang - Dujii
- Kool and the Gang - Summer Madness
- The Love Unlimited Orchestra (voir Barry White) - Strange Games & Things
- Maceo And The Macks (voir Maceo Parker) - Cross the Tracks (We Better Go Back)
- The Main Ingredient - Everybody Plays the Fool
- Marlena Shaw - Woman of the Ghetto
- The Osmonds - Crazy Horses
- Parliament - Supergroove...
- The Penfifteen Club - Disco MF
- The Pretenders - The Wait
- Primal Scream - Rocks
- Sparks - This Town Ain't Big Enough for the Both of Us
- Steely Dan - Showbiz Kids
- Steely Dan - Dirty Work
- Sweet Charles - Yes it's You
- The Supremes - He's My Man
- Velvet Revolver - Money